# JAL 드림 익스프레스

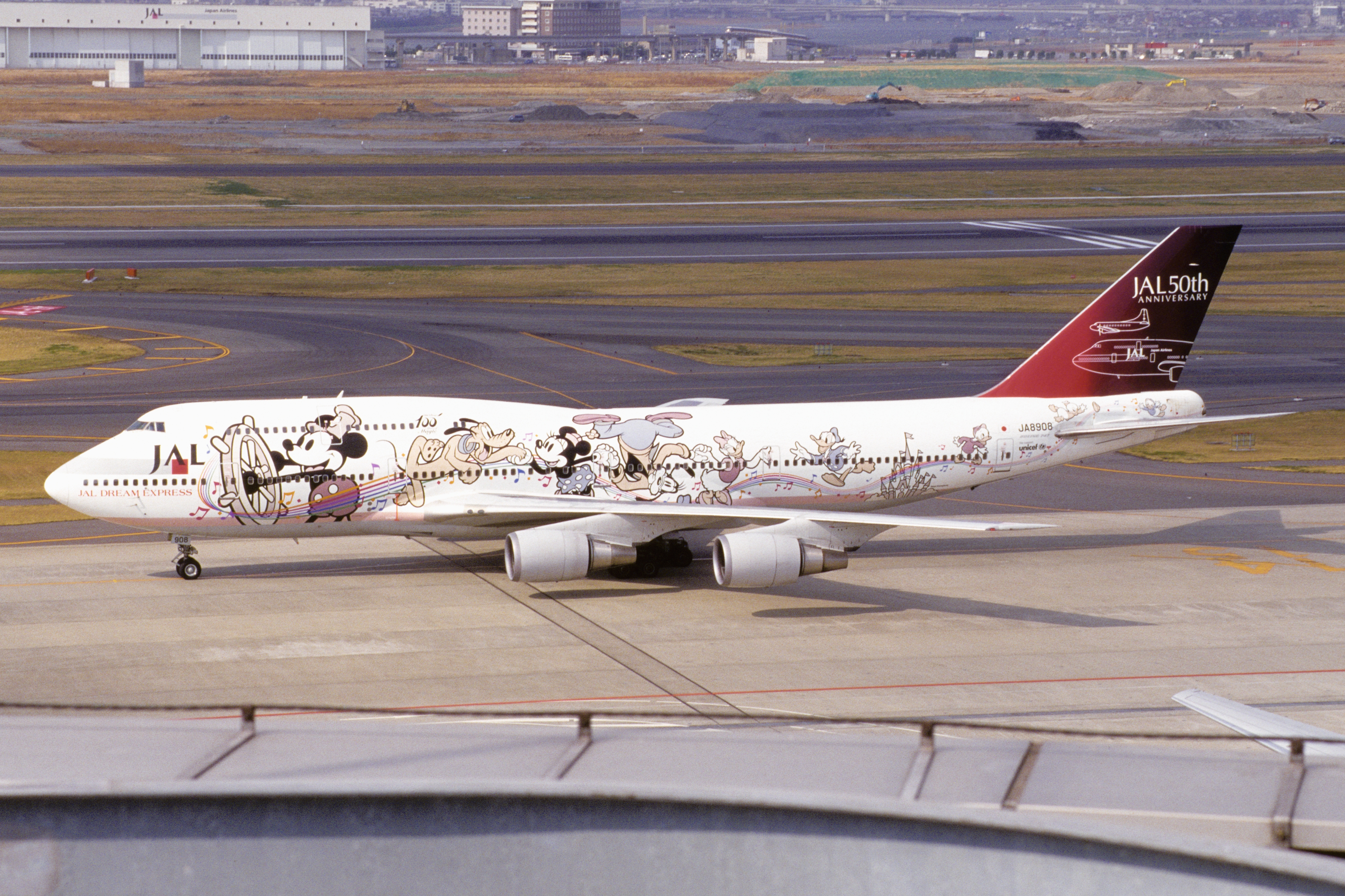
JAL 드림 익스프레스 21

JAL 드림 익스프레스(JAL Dream Express)는 디즈니 캐릭터가 그려진 일본항공(JAL)의 여객기(특별도장기)를 말한다. 

## 같이 보기
- 도라에몽 제트
- 포켓몬 제트